# Jacobsenia kolbei
Jacobsenia kolbei là một loài thực vật có hoa trong họ Phiên hạnh. Loài này được (L. Bolus) L. Bolus & Schwantes mô tả khoa học đầu tiên năm 1954.